# اچ‌دی ۱۷۴۷۱
اچ‌دی ۱۷۴۷۱ یک ستاره است که در صورت فلکی برج حمل قرار دارد.